# Кордон (Вологодская область)
Кордон — упразднённый посёлок в Бабушкинском районе Вологодской области, входит в состав сельского поселения Миньковское.
Был расположен на юге района, на границе с Костромской областью, в 5 км к югу от посёлка Ида.
Хотя посёлок располагался на территории Бабушкинского района, по административно-территориальному делению он относился к Идскому сельсовету Грязовецкого района.
При создании муниципальных образований в 2006 году посёлки Ида и Кордон образовали Идское сельское поселение Бабушкинского района, при этом административно-территориальное деление не изменилось. В 2015 году Идское сельское поселение было присоединено к Миньковскому.
По данным переписи в 2002 году постоянного населения не было.
27 ноября 2020 года упразднён.